# Onobrychis bobrovii
Onobrychis bobrovii är en ärtväxtart som beskrevs av Aleksandr Alfonsovitj Grossgejm. Onobrychis bobrovii ingår i släktet esparsetter, och familjen ärtväxter. Inga underarter finns listade i Catalogue of Life.